# NGC 6581
NGC 6581 је галаксија у сазвежђу Херкул која се налази на NGC листи објеката дубоког неба.
Деклинација објекта је + 25° 39' 46" а ректасцензија 18h 12m 18,3s. Привидна величина (магнитуда) објекта NGC 6581 износи 14,3 а фотографска магнитуда 15,3. NGC 6581 је још познат и под ознакама IC 1280, MCG 4-43-10, CGCG 142-21, NPM1G +25.0474, PGC 61549.